# Kušiti
Kušiti, zbirno ime za mnogobrojne narode velike afroazijske (bivša semitsko-hamitska) etnolingvističke porodice kojoj pripadaju s berberskim, čadskim, egipatskim, omotičkim (omotski) i semitskim narodima. Kušiti žive na velikom području istočnoafričkih država Etiopija, Kenija, Somalija, Tanzanija i jedan predstavnik u Sudanu (Bedža).

## Jezici
Kušiti govore 47 jezika koji se dijele na sjeverne (Sudan; to su Bedža); središnje u Etiopiji i Eritreji; istočne, najbrojnija u Somaliji, Etiopiji i Keniji; i južne u Tanzaniji i Keniji.

## Rana povijest
Kušiti spadaju u najstarije stanovništvo u dolini Nila. Njihovo ime izvedeno je od riječi Kuš (=crn) koje u Bibliji označava Hamovog sina i zemlju južno od Egipta, odnosno Nubiju i Abesiniju. Kuša, njihovo kraljevstvo javlja se još 2500 prije Krista sa središtem u Kermi. Kušiti će narednih godina ratovati s Egipćanima i drugim narodima (Asircima). Konačnu propast navijestit će preseljenje kraljevskog dvora iz Napate u Meroë (مرواه; merojski Medewi). Ovome prethodi 591 pr. Kr. napad egipatskog kralja Psametik 2 na Kuš i uništenju Napate, pa se Aspelta 580.-tih preseli u Meroë. Zadnji udarac zadaje im Rim 23.n.e. kada je Napata opljačkana. Kušovi potomci Kušiti danas su podijeljeni na brojne narode među kojima Somalci prednjače u svojoj brojnosti.

## Podjela
A)  'Središnji Kušiti' :
- Awiya ili Awi, Etiopija, govore jezikom awngi. 397,491 (popis, 1998) etničkih.
- Bilen ili belin, Eritreja, 70,000 (1995).
- Hamir, Etiopija, govore jezikom xamtanga, 158,231 (popis 1998) etničkih, od čega 143,369 govornika (1998).
- Kunfal, srosni Awiyama, Etiopija, zapadno od jezera Tana. 2,000 (2000 M. Brenzinger)

B)  'Istočni Kušiti' 
- Afar ili Danakil, Etiopija, 1,439,367.
- Ajuran 45,000,
- Allaaba (Alaba), Etiopija, 125,900 (1998) etničkih.
- Arbore, etničkih 6,559 (1998), Etiopija
- Baiso, Etiopija, 3,260 (1994, M. Brenzinger).
- Boni, 3,500 (1994), Kenija.
- Boon-govornici, grupa plemena ili klanova u Somaliji: Yibir, Midgaan ili Midgan, Madiban, Tumal ili Tumaal, Yahar, Yihir, i drugi. Gotovo asimilirani u Somalce; 59 (2000 WCD).
- Burji, Etiopija, 46,565 (1998).
- Bussa, 9,207 (popis, 1998) etničkih. Etiopija.
- Daasanach, Etiopija, etničkih 32,099 (1998).
- Dirasha, etničkih 54,354 (1998), Etiopija.
- Elmolo, Kenija, etničkih 400 (2000 M. Brenzinger).
- Galla (Oromo), skupina plemena: Arusi, Boran 215,000, Gabbra 61,000,  Gibe 76,000, Gujji 542,000, Ittu 6,232,000, Južni Oromo 52,000, Kereyu 7,600, Macha 4,487,000, Sakuye 18,000, Selale 3,490,000, Tulama 6,242,000, Wallega 4,728,000, Wallo 243,000, Yejju 76,000.
- Garreh 136,000, Kenija.
- Gawwada, Etiopija. 33,971 (popis, 1998) etničkih.
- Gedeo, Etiopija, 639,905 (1998) etničkih.
- Hadiyya ili Adea, Etiopija, 927,933 (1998) etničkih.
- Kambata, govore kambaata, grupa plemena: Kambaata, Tambaro ili Timbaro, Kebena; 621,407 (1998) etničkih.
- Konso, Etiopija, etničkih 153,419 (1998 census), Etiopija.
- Libido ili Maraqo, Etiopija, etničkih 38,096 (1998).
- Orma 78,000,
- Rendille,  32,000 (1994 I. Larsen BTL), Kenija.
- Saho, Eritreja i Etiopija, 202,759.
- Sidamo ili Sidama, etničkih 1,842,314 (1998), Etiopija.
- Somalski narodi: Dabarre, Garre, Jiddo (Jiddu), Somalci, Tunni, Digil, Rahanwein, Somalci-Sab, Džuba Somalci, Shabelle.
- Tsamai, u regiji Omo,Etiopija; 9,702 (popis, 1998) etničkih.
- Yaaku, Kenija, etničkih 250 (1983).

C)  'Sjeverni Kušiti' 
- Bedža (Fuzzy Wuzzies), Grupa plemena; Hadendoa, Bisharin, Amarar, Beni Amer, Ababda, Sudan Eritreja, Egipat, etničkih 1,178,000.

D)  'Južni Kušiti' 
- Assa, Tanzanija
- Burungi ili Burunge,  etničkih 13,000 (2002), Tanzanija.
- Dahalo, Kenija, etničkih 400.
- Goroa, Tanzanija
- Iraqw ili Mbulu. Tanzanija. Etničkih 462,000 (2001 Johnstone and Mandryk).
- Kwadza, izumrli. Tanzanija.
- Wasi, Tanzanija, govore alagwa. Etničkih 30,000 (2001 Kiessling).

## Etnografija
Poglavito pastiri i nomadi. Posebno se ističu zbog posebnih obilježja Elmolo, jer su ribari, i pleme Dassenich po svojim frizurama i perjanicama od nojevog perja.

## Vanjske poveznice
- The Cushites
- Cush